# Standout
Standout, född 23 mars 2009 i Strömsnäsbruk i Kronobergs län, är en varmblodig travhäst. Han tränades av Stefan Melander mellan 2011 och 2016. Sedan december 2016 tränas han av René Jonassen i Danmark.
Standout började tävla 2012 och har till augusti 2017 sprungit in 3,5 miljoner kronor på 79 starter varav 20 segrar. Bland hans främsta meriter räknas segrarna i korta E3 (2012), Ina Scots Ära (2013), Norrlands Grand Prix (2013) och tre försökssegrar i Gulddivisionen (2014, 2014, 2015).